# مقاطعة غلادس (فلوريدا)
مقاطعة غلادس هي مقاطعة في فلوريدا، بلغ عدد سكانها 12٬884  نسمة، في 2010، عاصمتها مور هافن، فلوريدا، تبلغ مساحتها 2٬555 كيلومتر مربع.

## الموقع
تشترك في الحدود مع:
- مقاطعة هايلاندز
- مقاطعة مارتن (فلوريدا)
- مقاطعة شارلوت (فلوريدا)
- مقاطعة بالم بيتش، فلوريدا
- مقاطعة لي
- مقاطعة هندري (فلوريدا)
- مقاطعة أوكيتكوبي (فلوريدا)
- مقاطعة ديسوتو.

## التقسيمات الإدارية
- مور هافن، فلوريدا.